# Лин (папа римский)
Лин (лат. Linus) (? — 23 сентября 76 (78)) — апостол от семидесяти, епископ Рима с 64/67 года, преемник апостола Петра.
Причислен к лику святых в Католической и Православной церкви. Память в Православной церкви - 5 (ст. ст. 18) ноября. В Католической - 23 сентября.

## Известные сведения
О Лине известно крайне мало. Согласно довольно позднему источнику "Liber Pontificalis" (VI—VII века), он был родом из Тосканы, принял мученический венец и был погребён возле святого Петра. Известна святая Клавдия, которая считается его матерью. По римскому Бревиарию, он скончался мучеником — по доносу Сатурнина, дочь которого освободил от злого духа, был усечён мечом; тело его было погребено в Ватикане близ гробниц апостолов Петра и Павла. Мощи святого Лина в настоящее время почивают в Ватикане в соборе Святого Петра, но в действительности никто, даже члены местного причта, не могут указать место их нахождения. Некоторые же учёные[кто?] думают, что святой Лин скончался мирно. Однако более ранние источники об этом ничего не говорят.
Отрывочные сведения о Лине содержатся в трудах христианских писателей II—IV веков: Иринея Лионского, Евсевия Кесарийского, Епифания Кипрского и Иеронима Стридонского. К примеру, в третьей книге «Против ересей» Ириней Лионский пишет: «Блаженные апостолы, основав и устроив церковь, вручили епископское служение Лину; об этом Лине апостол Павел вспоминает в Посланиях к Тимофею» (III, 3, 3). Эти же слова о Лине цитирует с ссылкой на Иринея и Евсевий Кесарийский в «Церковной истории» (V, 5, 9; V, 6, 1). Помимо этого, в том же сочинении Евсевий ещё несколько раз замечает, что Лин был первым епископом Римской церкви (Церковная история, III, 2, 1; III, 4, 8; III, 13, 1; III, 21, 1). Вслед за Иринеем Евсевий также отождествляет этого Лина с тем, о котором упоминает апостол Павел во Втором послании к Тимофею (2Тим. 4:21). Некоторые учёные склонны допускать такое отождествление. Сведения Евсевия отчасти дополняют информацию Иринея о Лине, а отчасти противоречат ей. Так, например, Евсевий, упоминая Лина первый раз в своём труде, сообщает: «После мученической смерти Павла и Петра первым епископом Римской церкви был по жребию назначен Лин» (Церковная история, III, 2, 1), очевидно, противореча Иринею, у которого Лин назначается самими апостолами.
Евсевий сообщает ещё один любопытный факт: «После десяти лет царствования Веспасиана ему наследовал сын его Тит. На втором году его царствования Лин, епископ Римской Церкви, двенадцать лет служивший ей, передал её Анаклету» (Ц. И., III, 13, 1). Известно, что Тит правил 2 года (79—81), значит, Лин начал служить Римской церкви за 12 лет до этого, то есть в 68 году. Следовательно, по Евсевию Лин был римским епископом в 68—81 годах. Однако современные исследователи часто приводят несколько иную датировку: 64 (67) — 76 (78) годы.

## Дни памяти
- В православном церковном календаре: 5 (18) ноября и 4 (17) января — соборная память апостолов от 70.
- В католическом: 23 сентября.